# ولدریک
ولدریک (به انگلیسی: Wheldrake) یک روستا و محله مدنی در بریتانیا است که در شهر یورک واقع شده‌است. ولدریک ۲٬۱۰۷ نفر جمعیت دارد.